# Сами (дим)
Са́ми (греч. Δήμος Σάμης) — община (дим) в Греции, на севере острова Кефалиния в Ионическом море. Входит в периферийную единицу Кефалиния в периферии Ионические острова. Население 5204 человек по переписи 2011 года.  Площадь 288,552 квадратного километра. Плотность 18,03 человека на квадратный километр. Административный центр — Сами. Димархом на местных выборах 2019 года выбран Ерасимос Моньяс-Нетис (Γεράσιμος Μονιάς-Νέτης).
Община Сами создана в 1997 году (ΦΕΚ 244Α). В 2010 году (ΦΕΚ 87Α) по программе «Калликратис» создана община Кефалонья (Δήμος Κεφαλονιάς) при слиянии упразднённых общин Аргостолион, Ливато, Палики, Пиларос, Сами, Эрисос, Элос-Прони, а также сообщества Омала. В 2019 году (ΦΕΚ 43Α) вновь создана община Сами, в которую вошли населённые пункты упразднённых общин Пиларос и Эрисос.